# Mošorin
Mošorin (ćir.: Мошорин, mađ, Mozsor) je naselje u općini Titel u Južnobačkom okrugu u Vojvodini.

## Stanovništvo
U naselju Mošorin živi 2.763 stanovnika, od toga 2.110 punoljetnih stanovnika, a prosječna starost stanovništva iznosi 37,7 godina (36,5 kod muškaraca i 38,9 kod žena). U naselju ima 823 domaćinstava, a prosječan broj članova po domaćinstvu je 3,36.
Prema popisu stanovništva iz 1991. godine u naselju je živjelo 2.552 stanovnika.
| Etnički sastav 2002. |            |        |
| Narod                | Stanovnika | %      |
| Srbi                 | 2.678      | 96,92% |
| Romi                 | 21         | 0,76%  |
| Slovaci              | 11         | 0,39%  |
| Jugoslaveni          | 8          | 0,28%  |
| Mađari               | 7          | 0,25%  |
| Hrvati               | 5          | 0,18%  |
| Crnogorci            | 2          | 0,07%  |
| Ukrajinci            | 2          | 0,07%  |
| Rusini               | 2          | 0,07%  |
| ostali               | 2          | 0,09%  |
| nepoznato            | 11         | 0,39%  |

| broj stanovnika | 3035  | 3065  | 2906  | 2694  | 2483  | 2552  | 2763  |
|                 | 1948. | 1953. | 1961. | 1971. | 1981. | 1991. | 2001. |

## Vanjske poveznice
- Karte, udaljenonosti, vremenska prognoza  Arhivirana inačica izvorne stranice od 18. siječnja 2009. (Wayback Machine)
- [neaktivna poveznica]